# Заместитель министра обороны США
Заместитель министра обороны США является вторым по должности чиновником министерства обороны.
С 2021 года пост заместителя министра обороны США занимает Кэтлин Хикс.

## Список заместителей министра обороны США
- 1953—1954 — Роджер Кейс
- 1954—1955 — Роберт Андерсон
- 1955—1959 — Дональд Куорлз
- 1959—1959 — Томас Гейтс
- 1959—1961 — Джеймс Дуглас
- 1961—1964 — Розвелл Гилпэтрик
- 1964—1967 — Сайрус Вэнс
- 1967—1969 — Пол Нитце
- 1969—1971 — Дэвид Паккард
- 1971—1977 — Билл Клементс
- 1977—1979 — Чарльз Дункан (младший)
- 1979—1981 — Грэм Клейтор
- 1981—1983 — Фрэнк Карлучи
- 1983—1984 — Пол Тейер
- 1984—1989 — Уильям Говард Тафт IV
- 1989—1993 — Дональд Этвуд
- 1993—1994 — Уильям Перри
- 1994—1995 — Джон Дейч
- 1995—1997 — Джон Уайт
- 1997—2000 — Джон Хамр
- 2000—2001 — Руди де Леон
- 2001—2005 — Пол Вулфовиц
- 2005—2009 — Гордон Ингланд
- 2009—2011 — Уильям Линн
- 2011—2013 — Эштон Картер
- 2014—2017 — Роберт Уорк
- 2017—2019 — Патрик Шэнахэн
- 2019—2021 — Дэвид Норквист
- 2021-н. в. — Кэтлин Хикс